# ГЕС Ломаум
ГЕС Ломаум – гідроелектростанція в центральній частині західної Анголи, у сотні кілометрів на схід від Бенгели. Знаходячись перед ГЕС Біопіо, становить верхній ступінь в каскаді на річці Катумбела, яка тече у широтному напрямку та впадає в Атлантичний океан на північ зазначеного міста. 
Станцію спорудили у 1959-1964 роках, коли Ангола ще перебувала під португальським колоніальним управлінням. В межах проекту річку перекрили гравітаційною бетонною греблею висотою 20 метрів та довжиною 250 метрів, яка утворила невелике водосховище з площею поверхні 0,28 км2 та об’ємом 0,7 млн м3. 
Від сховища по лівобережжю прямує дериваційний тунель довжиною 1,6 км, що переходить у напірний водовід довжиною 0,7 км. Машинний зал первісно обладнали трьома турбінами типу Френсіс – двома потужністю по 10 МВт та однією у 15 МВт. Відпрацьована вода одразу повертається у річку.
18 січня 1983 року повстанська організація УНІТА здійснила руйнівний напад на ГЕС Ломаум, після якої та потребувала серйозного ремонту – достатньо сказати, що у 1987-му Португалія пообіцяла на таку операцію 140 млн доларів США.
В 2016 році станцію ввели в експлуатацію після реабілітації, яка супроводжувалась нарощуванням потужності. Тепер вона обладнана чотирма турбінами – двома по 10 МВт та двома по 15 МВт. Існує також проект збільшення потужності до 140 МВт.